# Бромо
Бро́мо (индон. Gunung Bromo) — действующий вулкан в Индонезии, входящий в вулканический комплекс Тенгер.
Расположен на востоке острова Ява. Имеет высоту 2392 метра. Вулкан Бромо входит в состав национального парка Бромо-Тенгер-Семеру. Является одним из наиболее популярных туристических достопримечательностей в Восточной Яве в силу своей доступности. Дороги и тропы вулкана покрыты густым слоем пепла. Диаметр кратера вулкана составляет порядка 600 метров. Вулкан находится в состоянии постоянной активности последние 20 лет, его кратер наполнен дымом активных фумарол. Два туриста погибли при извержении 2004 года.
Последние тридцать лет вулкан Бромо проявляет активность — это стало ясно после исследования активных фумарол в кратере.
Особенно сильные проявления активности были отмечены специалистами в следующие годы: 2010, 2011, 2012, 2016. Именно поэтому туристические экскурсии к кратеру вулкана проводятся только в сопровождении работников национального парка Семера, к которому причисляют вулкан Бромо.

## Фотогалерея

Вулкан Бромо в 2014 году
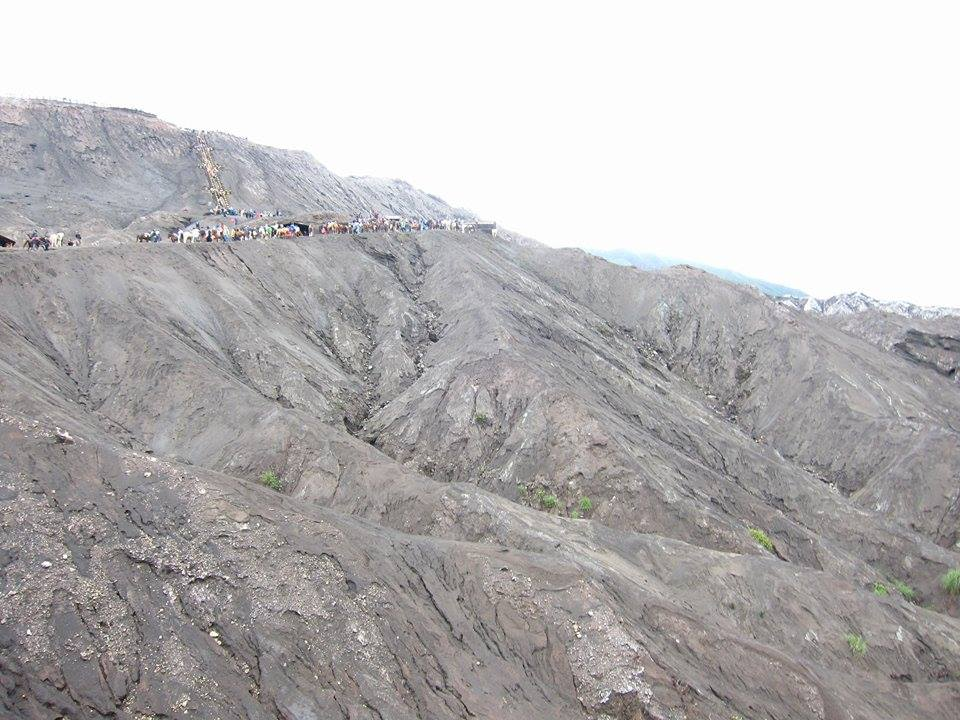
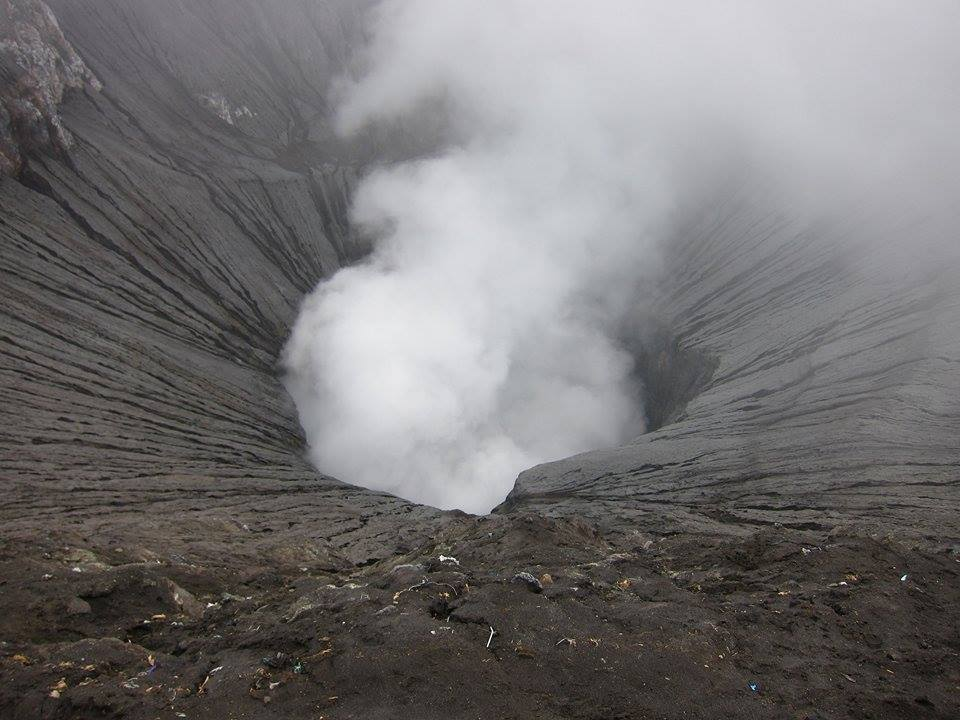
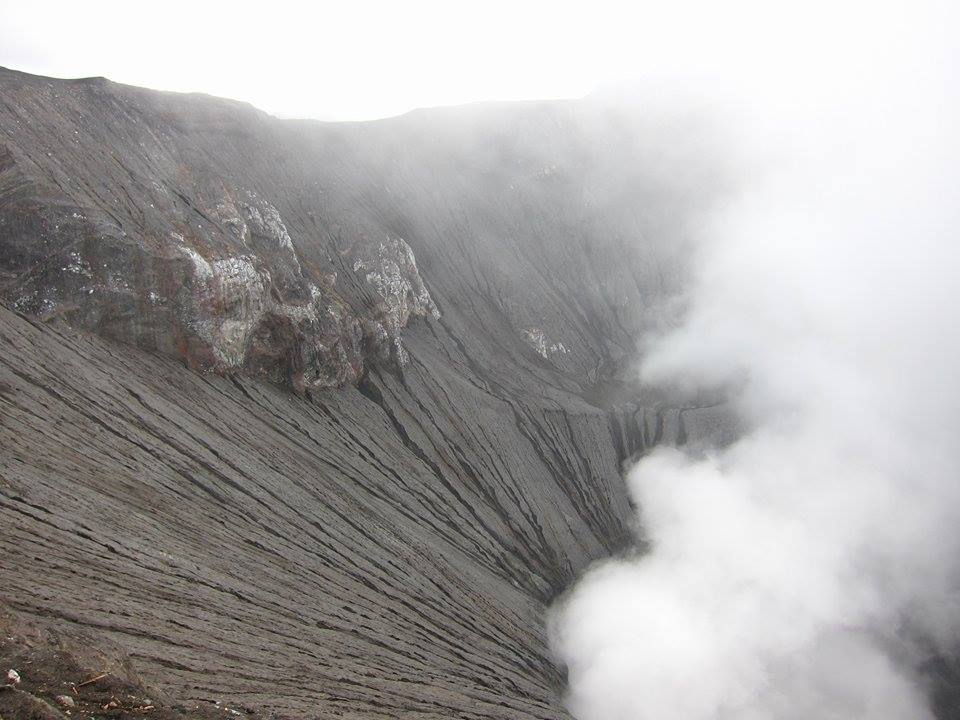